# Impatiens mexicana
Impatiens mexicana är en balsaminväxtart som beskrevs av Rydberg. Impatiens mexicana ingår i släktet balsaminer, och familjen balsaminväxter. Inga underarter finns listade i Catalogue of Life.